# Pierre-Yves Chatelon
Pierre-Yves Chatelon (né le 4 mars 1971) est un coureur cycliste français, devenu ensuite entraîneur. Il exerce actuellement cette fonction au sein de l'équipe de France espoirs.

## Biographie
Originaire de la Loire, Pierre-Yves Chatelon commence le cyclisme à l'âge de 14 ans. Il court notamment au VC Lyon-Vaulx-en-Velin dans les années 1990, avec pour objectif de passer professionnel. N'y étant toujours pas parvenu à 25 ans, il se retire des compétitions et passe des diplômes d’éducateur et d’entraineur.
Après sa carrière cycliste, il exerce le métier de conseiller technique régional dans les comités de Bretagne (1997-2001) et du Limousin,. Il devient ensuite sélectionneur de l'équipe de France juniors, puis de l'équipe de France espoirs.

## Palmarès
- 1990
  - Prix de Pommiers-en-Forez
- 1993
  - 2e du Grand Prix Mathias Nomblot
  - 3e du Tour du Charolais
- 1994
  - Ronde de l'Armagnac
- 1995
  - 3e d'Annemasse-Bellegarde et retour